# Хелена Коттлер Вурнік
Хелена Вурнік, уроджена Коттлер, (1882—1962) — словенська художниця, яка народилася в Австрії. Найбільш відома своїми декоративними картинами на фасаді Кооперативного ділового банку та його інтер'єрі.

## Життя
Народилася у Відні у родині Моріца Коттлера, юриста поштового відділення, та Броніслави, яка була родом із Польщі. Спочатку вона здобула освіту в «Графічній навчально-дослідній школі», потім у «Художній школі для жінок та дівчат» та закінчила Віденську школу мистецтв та ремесел.

## Кар'єра
Після навчання в 1910 році вона виграла стипендію на вивчення мистецтва в околицях Модени в Італії протягом п'яти місяців. Повернувшись до Відня, вона продала картини, написані в Італії, і найняла художню майстерню. У 1913 році вона познайомилася зі своїм майбутнім чоловіком Іваном Вурніком, тоді як обоє малювали саламандри для біолога Франка Мегушара у нього вдома. Вона залишила роботу ілюстратора в газеті «Illustrirtes Wiener Extrablatt» і переїхала разом з Іваном Вурніком, щоб працювати з ним спочатку до Трієсту, потім Любляни, а в кінці — до Радовліці .

## У ЗМІ та книгах
Документальний фільм «Iskalca» зняла режисер Альми Лапайн, який був показаний на телеканалі RTV Словенія, а книгу про неї та її чоловіка написав Борис Лесковець.